# BredaMenarinibus Monocar 231

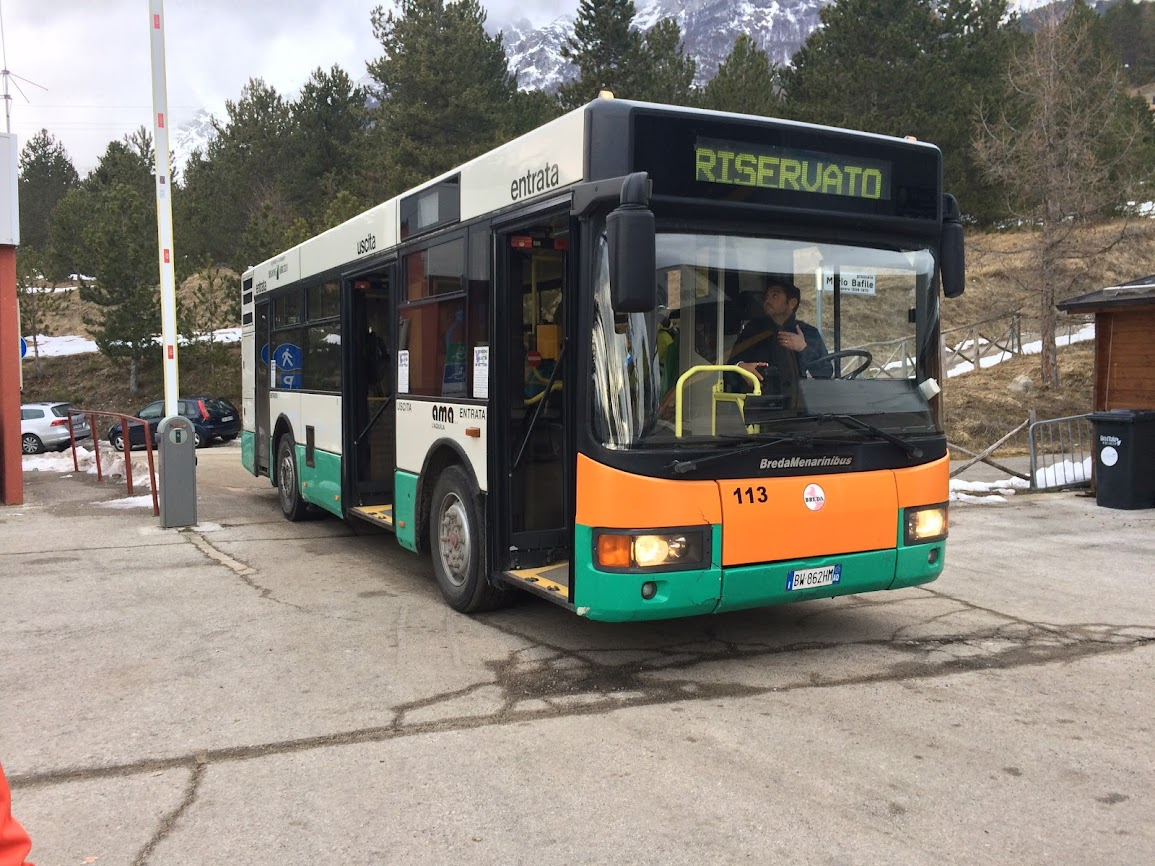
BredaMenarinibus Monocar 231 di AMA (L'Aquila)

Il BredaMenarinibus Monocar 231 è un modello di autobus italiano prodotto dalla BredaMenarinibus tra il 1999 e il 2005.

## Progetto
Il Monocar 231 vide la luce nel 1999, come successore del precedente Monocar 230. Quest'ultimo era un veicolo che, seppur innovativo al momento della nascita (prima metà degli anni '90), era diventato ormai anacronistico, essendo le linee generali mutuate dal MAN NM152 sviluppato verso la fine degli anni '80.

## Tecnica
Del predecessore, il Monocar 231 riprende la filosofia generale; si tratta di un minibus a pianale interamente ribassato dotato di due o tre porte rototraslanti. Esteticamente si nota la parentela con il Monocar 240, del quale riprende l'andamento delle fiancate e il parabrezza bombato; inedite invece le porte, tutte di dimensioni diverse.
Il motore è un Magirus-Deutz, montato in posizione verticale posteriore, abbinato ad un cambio solitamente ZF. Un ridotto numero di vetture, prodotte tra il 2000 e il 2001, presentava un motore conforme alla normativa Euro 2; già nel successivo anno si passerà alla certificazione Euro 3.

## Versioni
Ecco un riepilogo delle versioni prodotte:

### Monocar 231 M
- Lunghezza: 9,5 m
- Allestimenti: urbano (MU), suburbano (MS)
- Alimentazione: gasolio
- Porte: 3 (MU), 2 (MS)

### Monocar 231 C
- Lunghezza: 8 m
- Allestimenti: urbano (CU), suburbano (CS)
- Alimentazione: gasolio, metano (Exobus)
- Porte: 2

## Diffusione
Il Monocar 231, in virtù del suo lungo periodo di commercializzazione, è stato acquistato da svariate aziende in tutta la Penisola, e nella maggior parte dei casi circola ancora, grazie alla vita operativa ancora non troppo lunga. Grandi quantitativi di questo modello sono stati acquistati da AMAT Taranto, AMT Genova, ATP Genova, TT Trieste, CSTP Salerno, CASAM Matera, ATM (Ravenna) poi inglobato in Start Romagna, ANM Napoli, STP Brindisi anche in versione CNG e la Conerobus Ancona, che acquistò, nel 2001, 8 231MU e 3 MS. La versione più gettonata è stata quella M da 9.5 metri, commercializzata nella sola alimentazione a gasolio; tuttavia anche la versione più corta C da 8 metri ha riscosso un certo successo, grazie alla maggiore agilità.
Il Monocar 231 è stato sostituito dal BredaMenarinibus Vivacity, che ne riprende il telaio mantenendone le caratteristiche peculiari e l'impostazione generale.